# Christine Swane
Pour les articles homonymes, voir Swane.
Christine Swane, née Christine Larsen le 29 mai 1876 à Kerteminde (Danemark) et morte le 16 août 1960 à Farum (Danemark), est une artiste peintre danoise qui s'est d'abord associée aux Fynboerne (litt. peintres de Fionie) avant de développer son propre style de plus en plus cubiste.

## Biographie
Christine Swane est la sœur de Johannes Larsen, l'un des membres clés des Fynboerne, avec qui elle s'est associée dans sa jeunesse. Elle a adopté leur approche naturaliste et une forte utilisation de la couleur comme en témoignent ses premières peintures de fleurs. Après avoir étudié à l'Académie des beaux-arts du Danemark (1898-1901) sous Viggo Johansen, elle suit l'enseignement de Jens Ferdinand Willumsen, Fritz Syberg et Harald Giersing. Vers 1910, elle rencontre Karl Isakson et Sigurd Swane qui l'initient à l'art contemporain français. Son mariage avec Swane se termine en 1920 par un divorce. Leur fils, Lars Swane (1913–2002), est également un artiste à succès,.

## Œuvre
Inspirées des tendances françaises, en particulier d'Henri Matisse, ses natures mortes antérieures représentent souvent des scènes d'intérieur ou des appuis de fenêtre avec une grande attention aux détails. Elle a lentement développé son propre style en créant des œuvres plus décoratives et géométriques avec des associations cubistes et de fines couleurs transparentes, dominées par des jaunes, des bleus et des verts froids. Au fil des ans, elle devient une coloriste de plus en plus sensible, profitant de ses voyages en France, aux Pays-Bas, en Belgique et en Angleterre (1938), en Italie (1957) et de fréquents voyages en Suède et en Norvège. Ses séjours à Bornholm et dans sa résidence d'été du nord du Jutland influencent également son style.

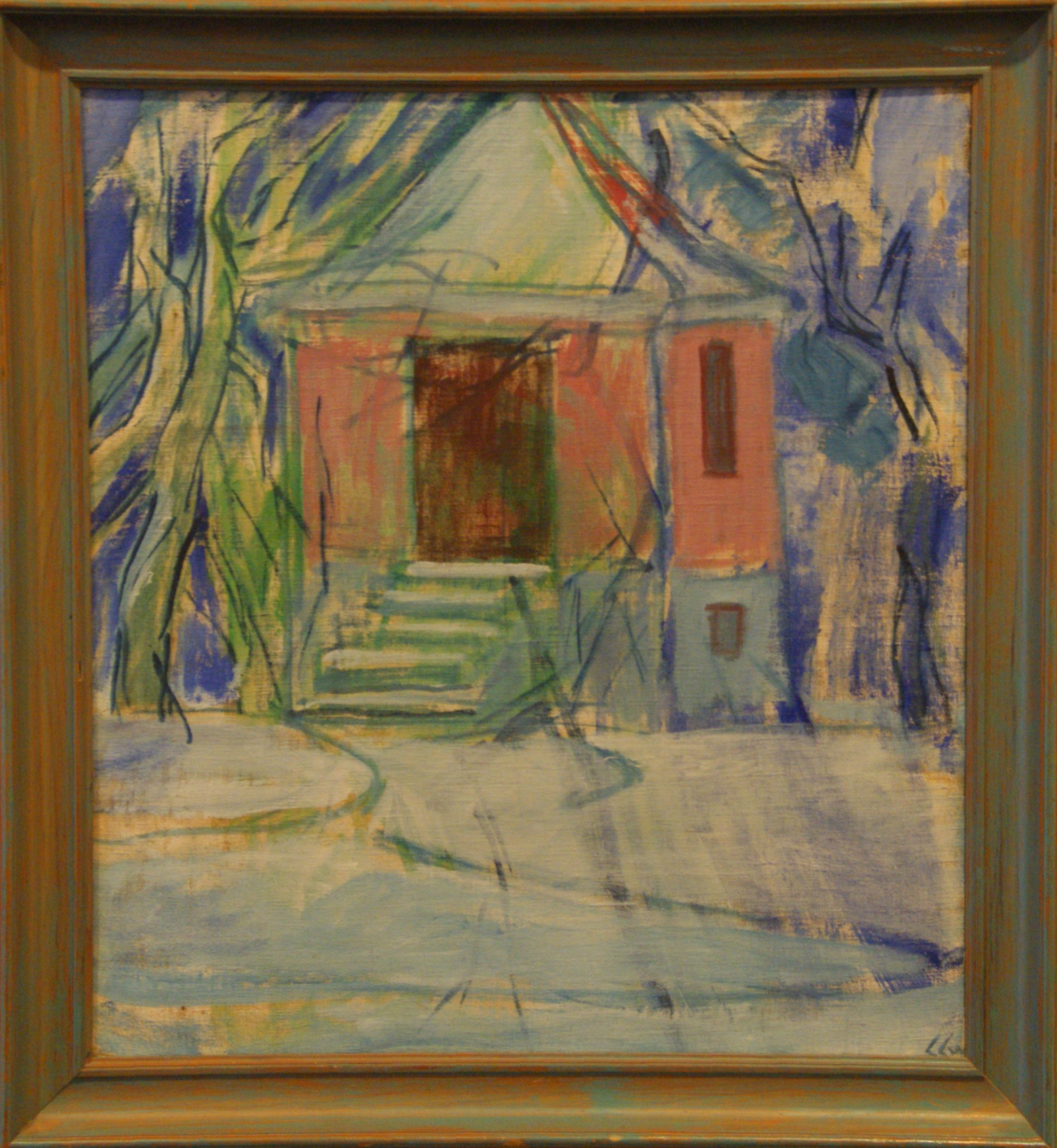
Havehus i sne (Maison de jardin dans la neige), Christine Swane, 1930.

En plus des natures mortes, elle peint des portraits, des paysages et des scènes forestières. L'une de ses œuvres les plus remarquables est la mosaïque représentant des gymnastes féminines aux bains pour femmes de Frederiksberg (1951) dans un style plat et géométrique. Son intérêt pour la céramique, peut-être influencé par Willumsen, s'est également considérablement développé au fil des ans, tout comme sa sculpture et ses travaux d'aiguille. À partir de 1937, elle expose ses peintures avec la coopérative Grønningen. En 1943, elle reçoit la médaille Eckersberg. 

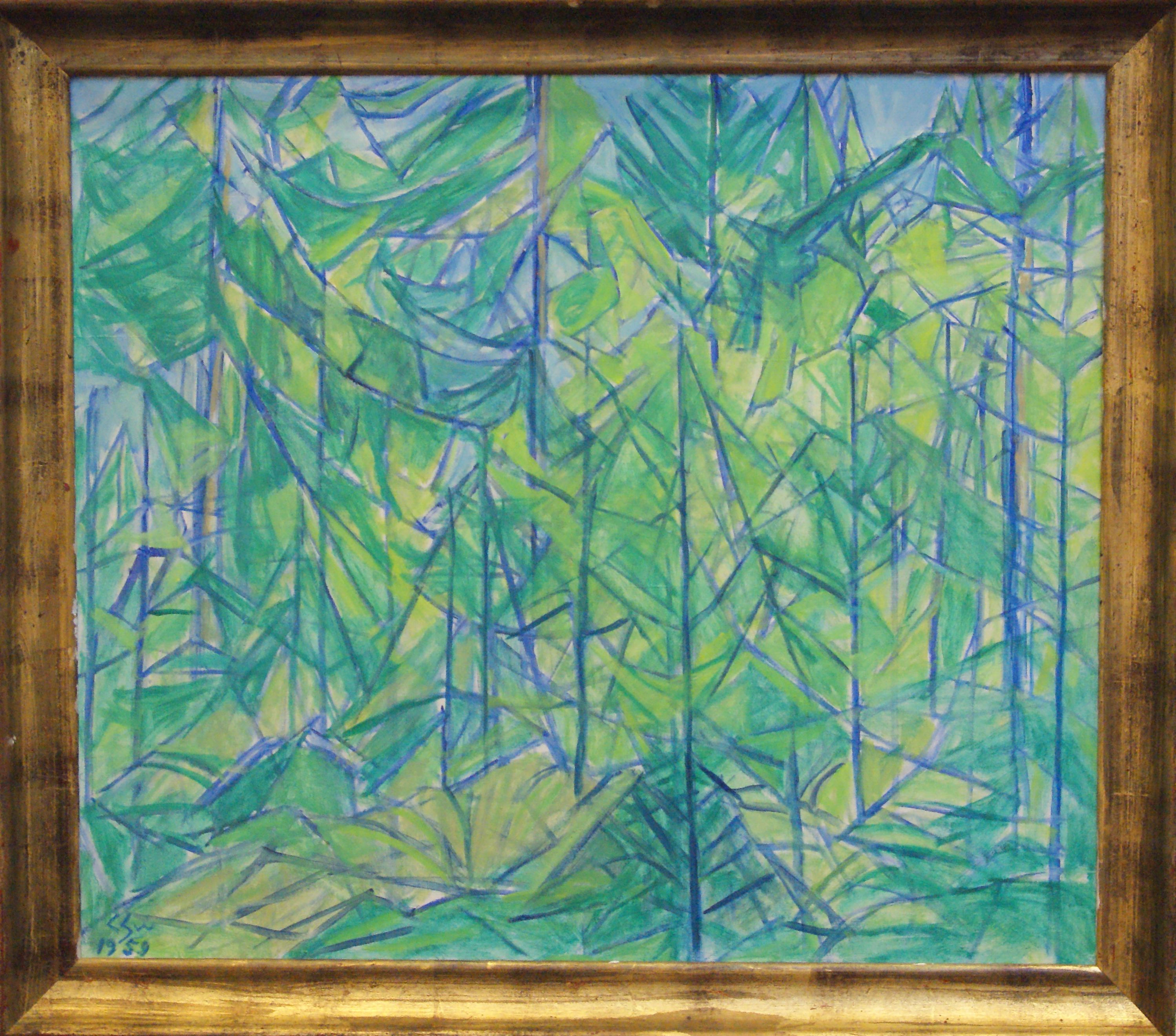
Christine Swane, forêt d'épicéas/épinettes (1959).